# تیم هنمن
 تیم هنمن (انگلیسی: Tim Henman؛ زاده ۶ سپتامبر ۱۹۷۴) یک تنیس‌باز اهل بریتانیا است.